# Andrea Tirali
Andrea Tirali o Tiralli (Venezia, 1657 – Monselice, 28 giugno 1737) è stato un architetto italiano, attivo a Venezia e nel Veneto.
La sua opera, ispirata a forme palladiane, si colloca nell'ambito del classicismo veneziano, ritenuto anticipatore del neoclassicismo europeo.

## Biografia

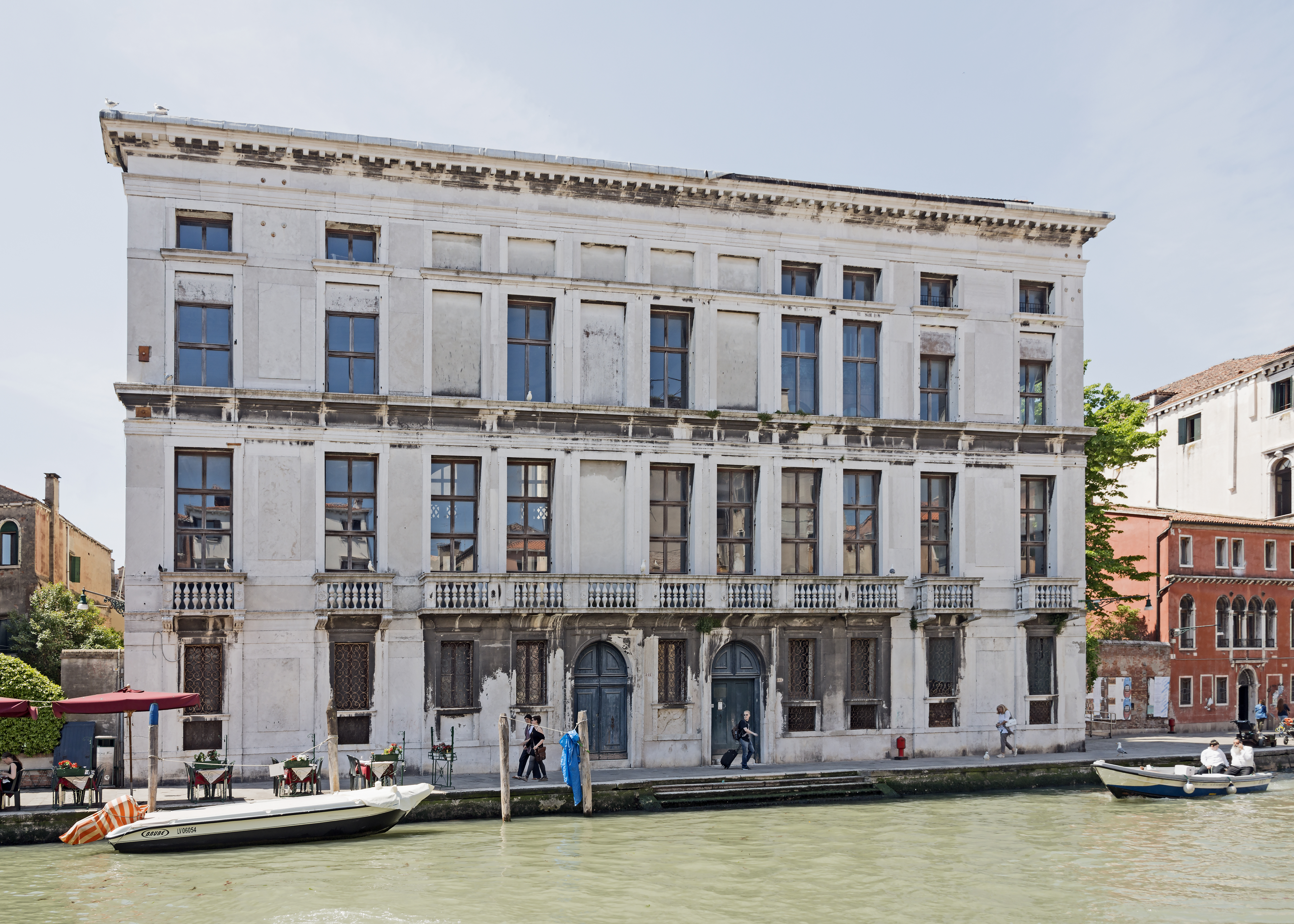
Palazzo Manfrin Venier

In gioventù fu tagliapietre e muratore. Poco si sa della sua formazione probabilmente autodidatta e dei suoi primi lavori. Dal 1688 fu impiegato presso il Magistrato delle Acque della Repubblica di Venezia, prima viceproto e dal 1694 proto, si occupò prevalentemente di progetti di sistemazione idraulica. Si affermò, infatti, soprattutto per le sue capacità tecniche, tanto che nel 1688, appena nominato viceproto, gli fu affidata la ricostruzione del Ponte dei Tre Archi a Cannaregio. 
La sua prima importante commessa in campo architettonico, ottenuta vincendo a sorpresa un concorso, fu la cappella di San Domenico nella Basilica dei Santi Giovanni e Paolo a Venezia (1700-16).
In seguito ebbe modo di progettare e costruire molti edifici a Venezia e dintorni, diventando, nonostante un brutto carattere, l'architetto di maggior prestigio sull'inizio del XVIII secolo ed avendo così modo di frequentare i circoli intellettuali della città.

## Opere
La sua opera è complessivamente ritenuta il punto di passaggio tra la cultura barocca del XVII secolo e la cultura classicista che si sarebbe sviluppata nel XVIII secolo nello stile neoclassico e che a Venezia era ancora impregnata dell'eredità palladiana.
Tra le sue opere:
- Cappella di San Domenico ai Santi Giovanni e Paolo (1700-1716) a Venezia;
- Porta d’acqua del Forte San Felice, di stile dorico bugnato in pietra d’Istria, ricalcante il più celebre portale Sanmicheliano del Forte di Sant'Andrea (ca. 1702-1704);
- Monumento dei dogi Valier ai Santi Giovanni e Paolo (ca. 1704-07);
- Facciata di San Nicola da Tolentino (1706-11), in cui riprende l'idea originale dello Scamozzi di dotare la facciata di un classicheggiante pronao;
- Villa Morosini, poi Vendramin Calergi ora Municipio di Fiesso Umbertiano (1706), Rovigo, commissionata da Giovan Francesco Morosini; le barchesse che la affiancavano, assieme al caratteristico brolo, furono demolite nella prima metà del '900.
- Scuola dell'Angelo Custode ai Santi Apostoli (1713), VE;
- Scalone di Palazzo Sagredo a Santa Sofia (1718-38), VE;
- Disegno della pavimentazione in trachite di  Piazza San Marco (1723) e restauro della Basilica di San Marco;
- Santuario della Madonna dell'Apparizione di Pellestrina (1723), a pianta ottagonale, edificato in ricordo della vittoria di Corfù del 1716;
- Facciata di San Vidal (ca. 1734-37) in cui reinterpreta uno schema palladiano;
- Palazzo Priuli, poi Manfrin Venier, (1724-31);
- Palazzo Castelli a Santa Marina, VE;
- Scalone di Palazzo Pisani Moretta;
- Ampliamento di Villa Duodo a Monselice, commissionato da Nicola Duodo; i lavori vennero completati dopo la morte del Tirali.

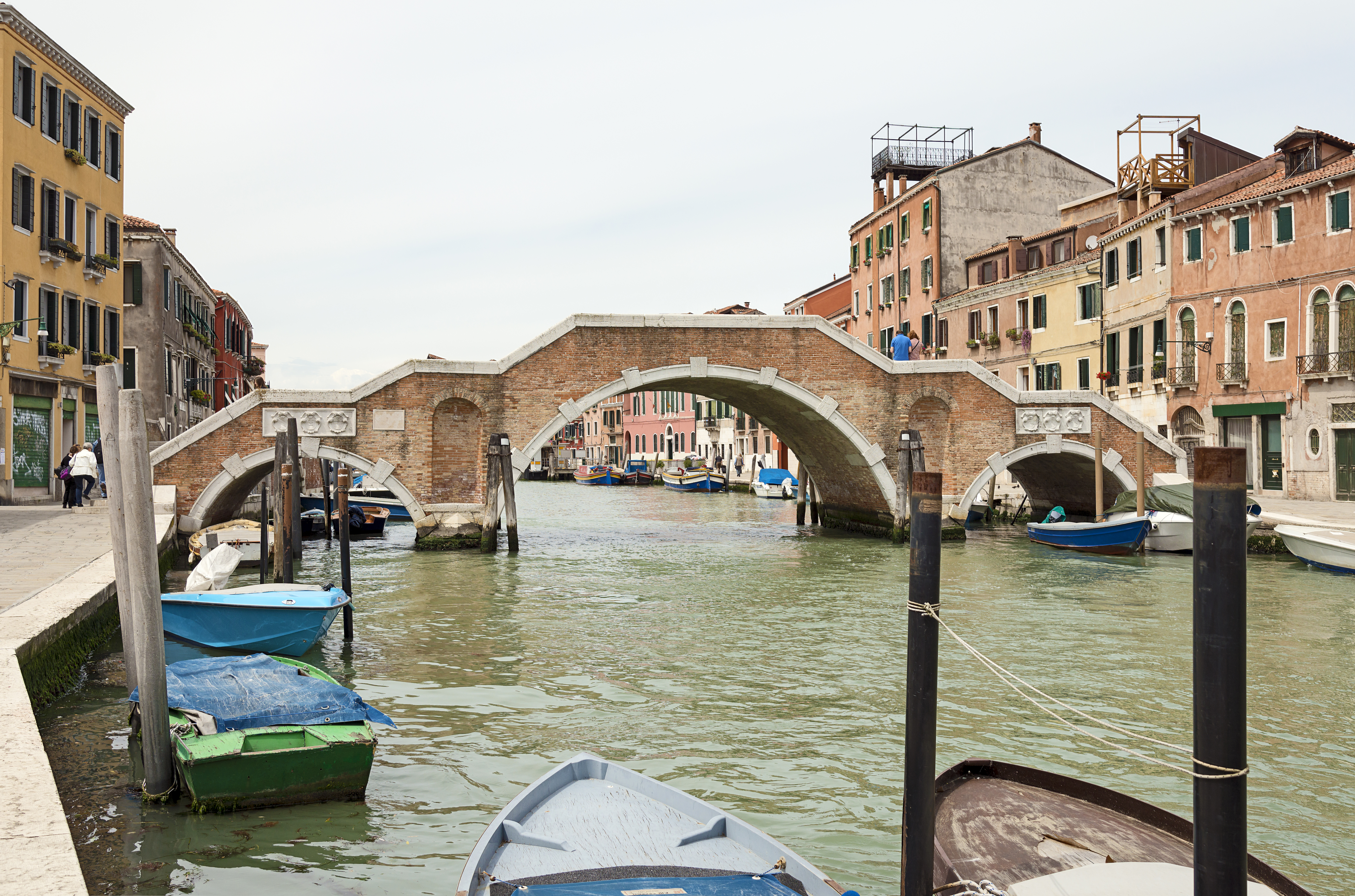
Ponte dei Tre Archi
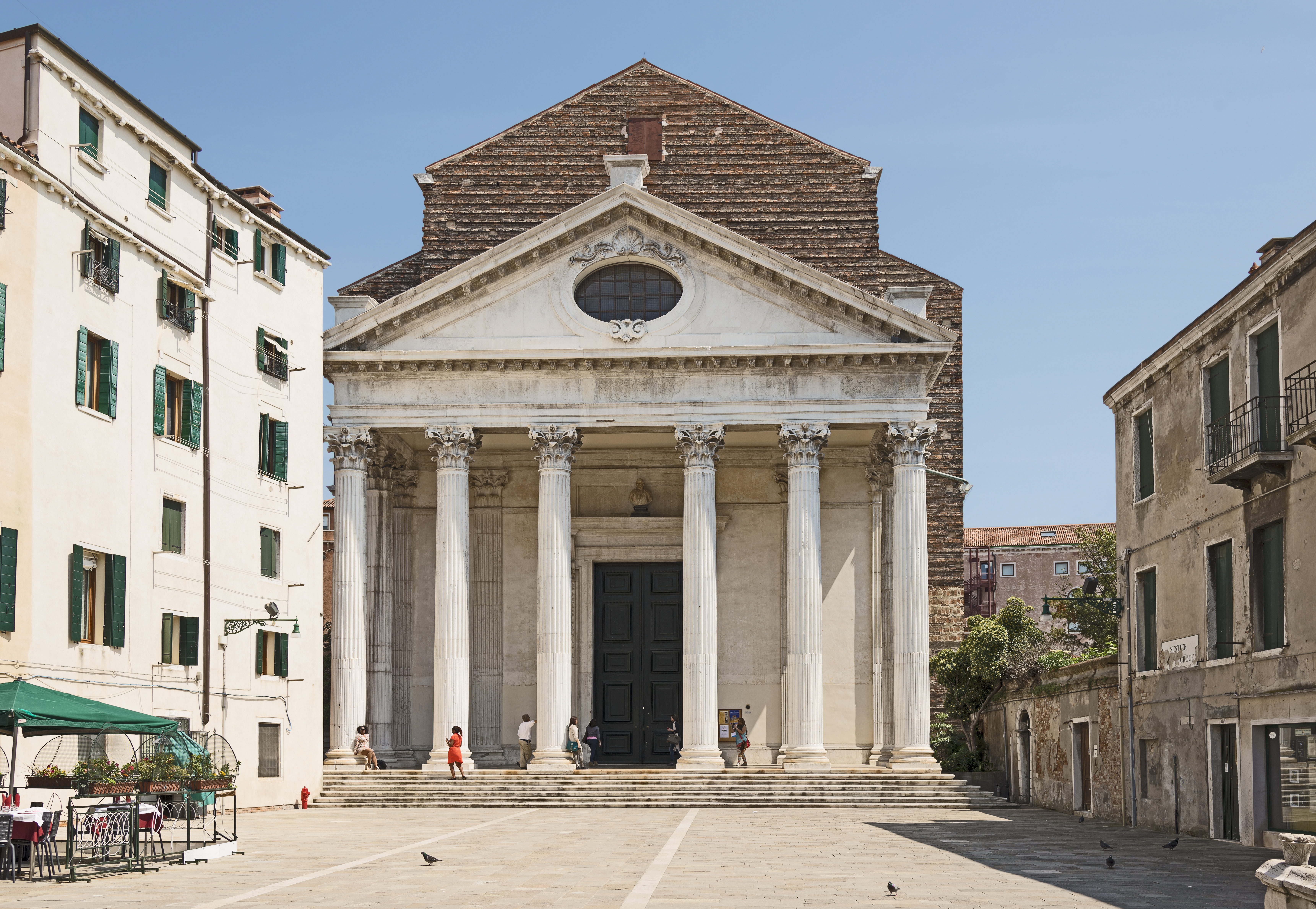
Facciata dei Tolentini
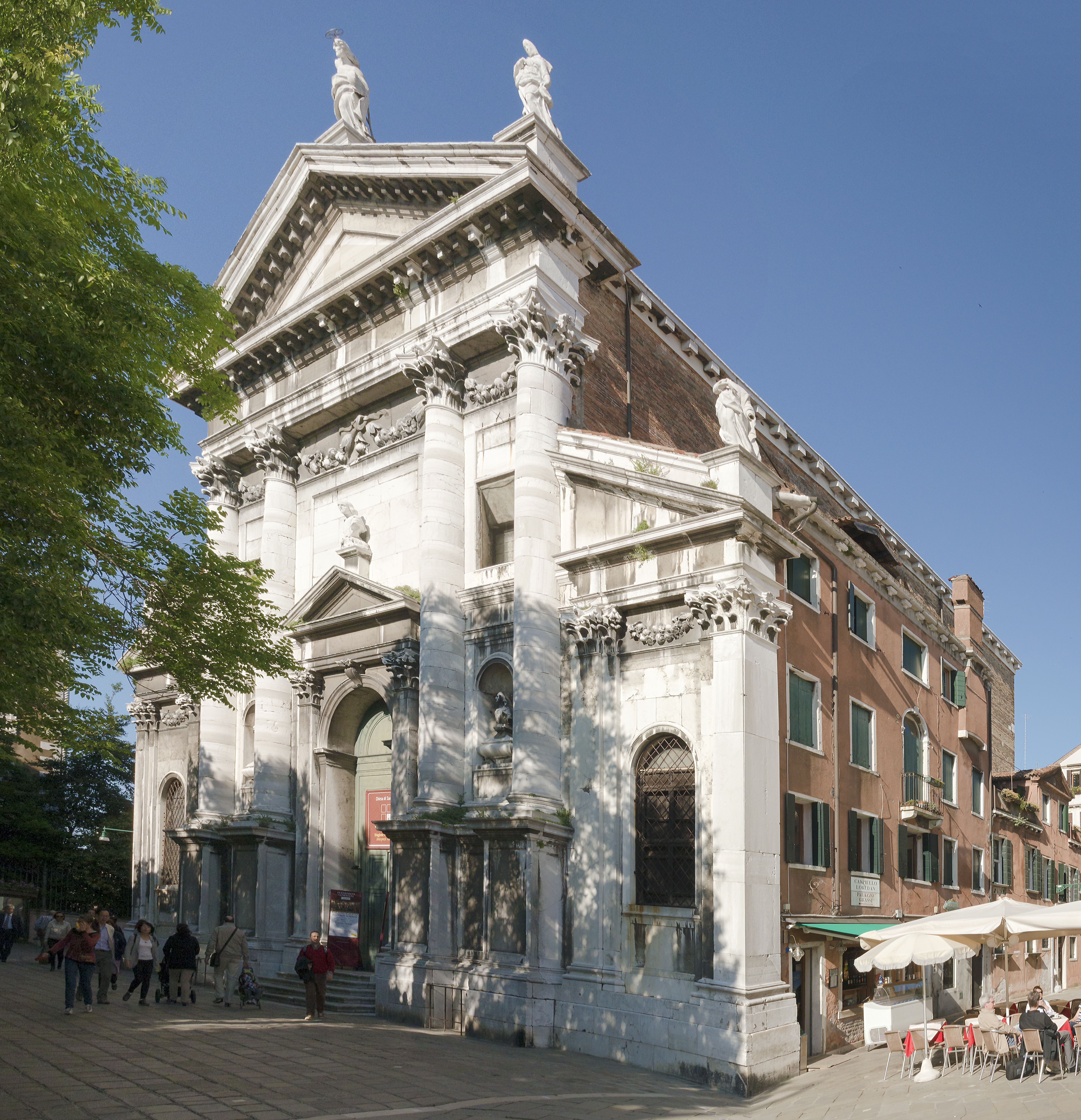
Facciata di San Vidal
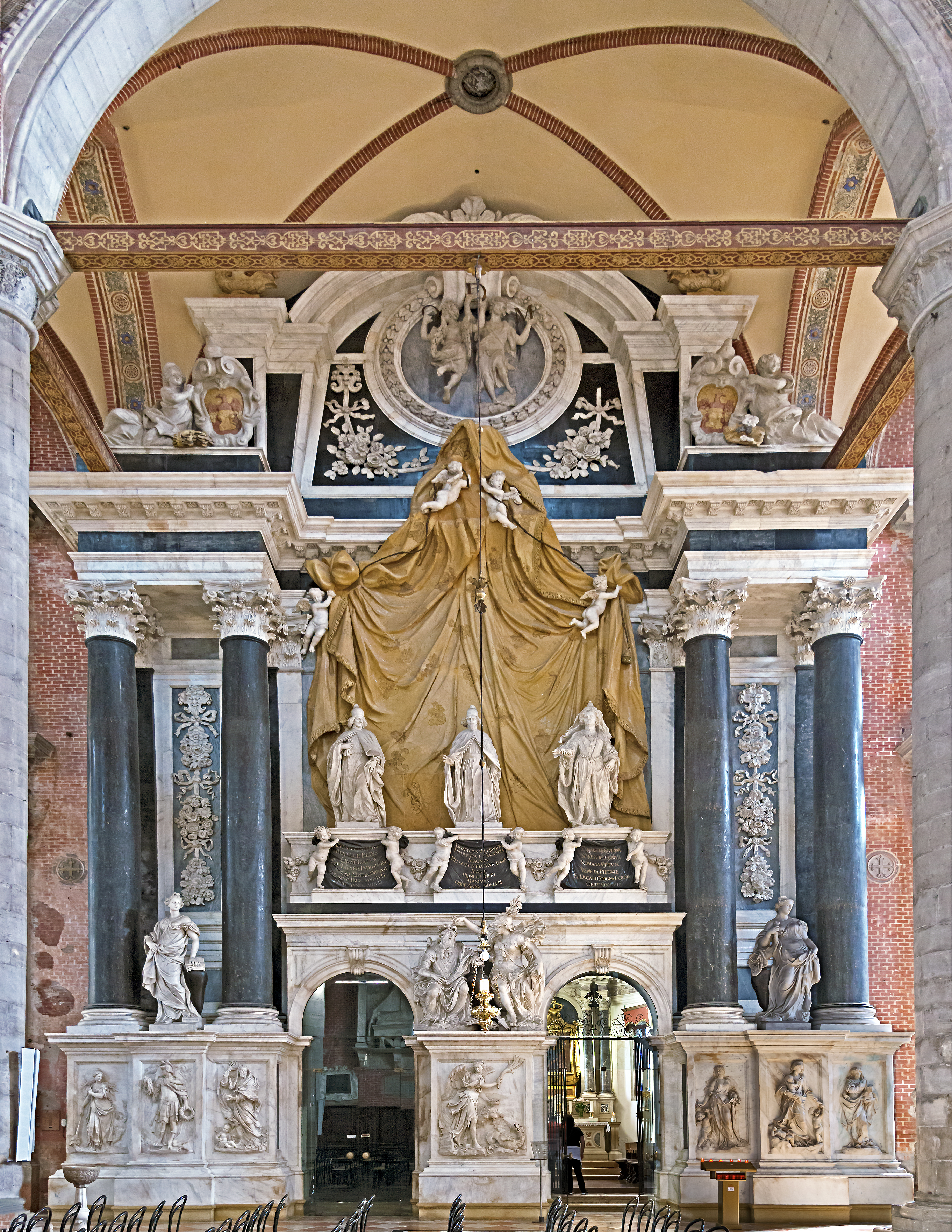
Monumento della famiglia Valier in Santi Giovanni e Paolo
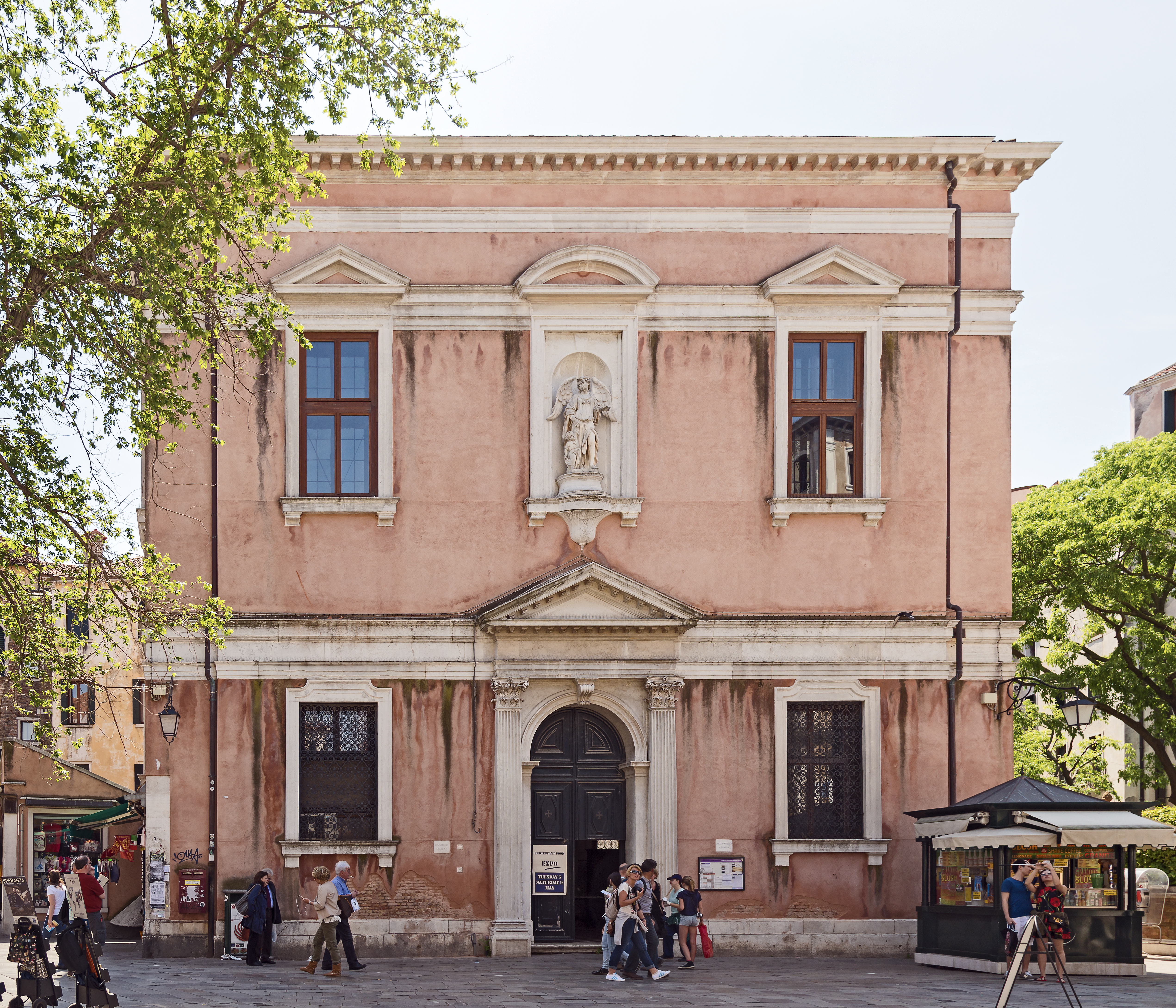
Scuola dell'Angelo Custode
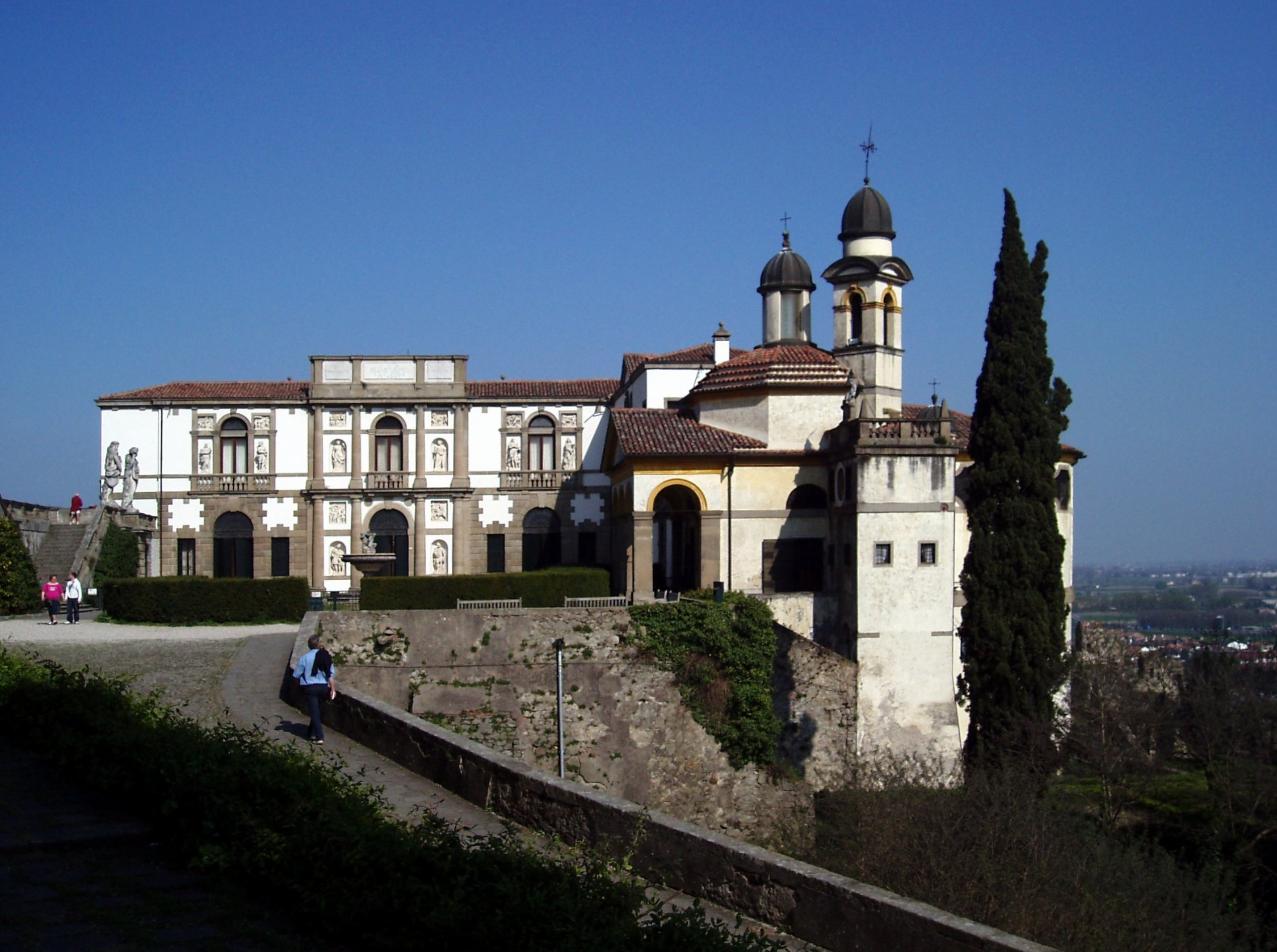
Facciata di Villa Duodo; a destra la cupola del Santuario